# Hans von Euler-Chelpin
Hans Karl August Simon von Euler-Chelpin (Augsburgo, 15 de febrero de 1873-Estocolmo, 6 de noviembre de 1964) fue un bioquímico y profesor universitario sueco de origen alemán.

## Biografía
Comenzó a estudiar pintura, pero su deseo de estudiar los problemas del color, y especialmente los colores del espectro, le hicieron comenzar a estudiar ciencias. Estudió en la Universidad de Gotinga, en la Universidad de Wurzburgo y en la Universidad de Berlín, donde alcanzó el doctorado en 1895.
Posteriormente fue profesor en la Universidad de Estocolmo, siendo nombrado director del Instituto de Bioquímica de la Universidad desde 1929. En 1941 abandonó la enseñanza, pero continuó con sus investigaciones.
Hans se casó con la química Astrid Cleve (hija del químico Per Teodor Cleve de Upsala). Ambos tuvieron un hijo Ulf von Euler, que fue galardonado con el Premio Nobel de Fisiología o Medicina del año 1970.

## Investigaciones científicas
Sus investigaciones se dirigieron fundamentalmente al estudio del contenido en vitaminas de algunos vegetales, a la carotina como provitamina A y a la química de las enzimas de la fermentación.
Fue galardonado en 1929 con el premio Nobel de Química (premio compartido con sir Arthur Harden) por sus investigaciones en el campo de la fermentación del azúcar y las enzimas de la fermentación.
Entre las obras que escribió la más importante es Chemie der Enzyme (1910).

## Obra

### Algunas publicaciones
- Allgemeine Chemie der Enzyme. 1910

- Chemie der Hefe und der alkoholischen Gärung. Leipzig 1915

- Biokatalysatoren. Stuttgart 1930

- Entstehung, Wachstum und Rückbildung von Tumoren. Upsala 1944

- Enzymhemmungen. Estocolmo 1944

- Chemotherapie und Prophylaxe des Krebses. Stuttgart 1962

- (con Hasselquist): Die Reduktone. Ihre chemischen Eigenschaften und biochemischen Wirkungen. Stuttgart 1950

- (con Eistert): Chemie und Biochemie der Reduktone und Reduktonate. Stuttgart 1957

- Datos: Q76613
- Multimedia: Hans von Euler-Chelpin / Q76613